# Баріцитиніб
Баріцитиніб (англ. Baricitinib, лат. Baricitinibum) — синтетичний лікарський препарат, який належить до групи інгібіторів янускіназ, та застосовується перорально. Баріцитиніб уперше синтезований у лабораторії компанії «Eli Lilly», та схвалений для клінічного застосування Європейським агентством з лікарських засобів у грудні 2016 року, та FDA 31 травня 2018 року.

## Фармакологічні властивості
Баріцитиніб — синтетичний лікарський засіб, який належить до групи інгібіторів янускіназ. Механізм дії препарату полягає в інгібуванні ферментів янускінази-1, янускінази-2, а також меншою мірою янускінази-3 та тирозинкінази-2. Усі ці ферменти активують транспортери сигналу та активатори транскрипції, які активують експресію гену, та беруть участь у реакціях запалення, імунної відповіді та кровотворення. Баріцитиніб модулює цей сигнальний каскад реакцій, інгібуючи янускіназу-1 і янускіназу-2, інгібуючи тим самим фосфорилювання та активацію транспортерів сигналу та активаторів транскрипції, яка спричинюється інтерлейкіном-6, що призводить до зменшення запального процесу. Баріцитиніб застосовується в лікуванні ревматоїдного артриту помірного або важкого ступеня при відсутності достатнього ефекту від лікування чи непереносимості базисних протиревматичних препаратів як самостійний препарат або в комбінації з метотрексатом. У клінічних дослідженнях показана також ефективність баріцитинібу в лікуванні системного червоного вовчака. У березні 2020 року FDA схвалило проведення прискореного схвалення щодо застосування баріцитинібу для лікування гніздової алопеції. У вересні 2020 року до показань було додано лікування атопічного дерматиту середнього і тяжкого ступеня.

### Фармакокінетика
Баріцитиніб швидко та добре всмоктується після перорального застосування, біодоступність препарату становить 79 %. Максимальна концентрація препарату в крові досягається протягом 1 години після прийому препарату. Баріцитиніб погано (на 50 %) зв'язується з білками плазми крові. Препарат проходить через плацентарний бар'єр, даних за виділення в грудне молоко людини немає. Баріцитиніб частково метаболізується у печінці. Виводиться препарат переважно із сечею у незміненому вигляді, частково у вигляді метаболітів, близько 20 % препарату виводиться з калом. Період напіввиведення баріцитинібу становить 12,5 годин, цей час може збільшуватися у хворих із порушенням функції печінки або нирок.

## Показання до застосування
Баріцитиніб застосовують при помірній та важкій формі ревматоїдного артриту при неефективності або непереносимості базисних протиревматичних препаратів, як самостійний препарат, так і в комбінації з метотрексатом.

## Побічна дія
При застосуванні баріцитинібу найчастішими побічними ефектами є інфекції верхніх дихальних шляхів, нудота і підвищення рівня ліпідів у крові. Іншими поширеними побічними явищами при застосуванні препарату є герпетичні інфекції, гастроентерит, інфекції сечових шляхів, тромбоцитоз, нейтропенія, акне, збільшення ваги тіла, підвищення активності амінотрансфераз і креатинфосфокінази. Рідким побічним ефектом є перфорація органів травного тракту.

## Протипокази
Баріцитиніб протипоказаний при підвищеній чутливості до препарату, при вагітності та годуванні грудьми, а також особам у віці до 18 років.

## Форми випуску
Баріцитиніб випускається у вигляді таблеток по 0,002 та 0,004 г.

## Експериментальне застосування при коронавірусній хворобі 2019
У квітні повідомлено, що баріцитиніб включений до клінічного дослідження щодо можливості застосування препарату для лікування коронавірусної хвороби 2019. Клінічні дослідження препарату, який здатний пригнічувати AP2-асоційовану протеїнкіназу 1 — основний регулятор ендоцитозу, передбачають, що призначення цього препарату може запобігти проникненню SARS-CoV-2 в клітину, а також блокувати внутрішньоклітинну збірку вірусних частинок.
Чотири різні клінічні дослідження показують, що баріцитиніб може бути ефективним у запобіганні цитокіновим зрушенням при тяжкому перебігу коронавірусної хвороби 2019. Але вони досліджують нечисленні випадки. Тому фаза III адаптивного дослідження лікування коронавірусної хвороби 2019 (ACTT-II), спонсороване Національним інститутом алергії та інфекційних хвороб США, має оцінити поєднання баріцитинібу та ремдесивіру порівняно з монотерапією ремдесивіром лише у пацієнтів, госпіталізованих із коронавірусною хворобою 2019. Адаптивне рандомізоване подвійне сліпе плацебо-контрольоване дослідження було запроваджено для оцінки безпеки та ефективності цих терапевтичних засобів у госпіталізованих пацієнтів. У дослідженні візьмуть участь до 1023 пацієнтів. Воно розпочато у травні 2020 року і має тривати до серпня 2023 року.
В оновлених рекомендаціях Американської асоціації інфекціоністів (IDSA) з лікування коронавірусної хвороби 2019 у госпіталізованих пацієнтів із тяжким клінічним перебігом, яким не можна призначити кортикостероїди через протипоказання, рекомендаційна група асоціації пропонує використовувати ремдесивір разом з баріцитинібом, а не лише один ремдесивір, хоча й констатує, що це є умовною рекомендацією, з низькою достовірністю доказів.